# Rhinolophus rouxii
Rhinolophus rouxii es una especie de murciélago de la familia Rhinolophidae.

## Distribución geográfica
Se encuentra en el sur de China, India, Birmania, Nepal y Sri Lanka.